# Vlaďka Erbová
Vlaďka Erbová (celým jménem Vladimíra Hynek Řepková, * 12. července 1981 Most) je česká modelka.

## Život
Ve čtrnácti letech vyhrála soutěž Miss Poupě a začala se věnovat modelingu. Ve 22 letech v roce 2003 se objevila na titulní straně časopisu Playboy a stala se playmate. Kromě modelingu se živila též jako manikérka. Pro svůj krátký sestřih je nazývána „českou Halle Berryovou“. V letech 2007–2011 byla vdaná za hokejistu Zdeňka Bahenského, má s ním dceru Viktorii. V roce 2013 si vzala fotbalistu Tomáše Řepku, má s ním syna Markuse (* 2012). 2. června 2024 se vdala potřetí. Jejím manželem se stal Petr Hynek.[zdroj?]

## Filmografie
- 2008 Bobule
- 2011 Sráči (TV film)
- 2015 Vraždy v kruhu (TV seriál)
- 2017 Kapitán Exner[12]